# ALUTA-nívódíj
Az ALUTA (Alumínium Ablak és Homlokzat Tagozati Egyesület) tevékenységének célkitűzéseiben megfogalmazott szakmai elvárásoknak megfelelő, az alumínium-üveg homlokzatépítésben korszerű, kreatív, műszaki-technológiai kialakításában újszerű, környezettudatos, racionális és minősített szerkezetek alkalmazásával született építészeti alkotások elismerésére alapította nívódíját.

## Pályázati kategóriák
Az ALUTA a nívódíjpályázatot négy kategóriában hirdeti meg:
- ALUTA építészeti nívódíj: az alumínium-üvegszerkezetet felhasználó építészeti tervet alkotó legjobbnak ítélt Tervező(k)nek
- ALUTA építési nívódíj – „nagyprojekt” kategória: az az alumínium-üvegszerkezetet projektszerű méretben kivitelező, gyártó legjobbnak ítélt szak Kivitelező cég(ek)
- ALUTA építési nívódíj – „kisprojekt” kategória: a nem projektméretű munkákat kivitelező, legjobbnak ítélt Kivitelező szervezet(ek)
- ALUTA hallgatói nívódíj: a végzős szakirányú képzésben részvevő hallgatók körében.

## A pályázati feltételek
A pályázaton részt vehet minden olyan természetes vagy jogi személy, illetőleg jogi személyiség nélküli gazdasági társaság, aki:
- jogi személyiség esetében magyarországi székhellyel, jogi személyiség nélküli személy esetében magyarországi állandó lakhellyel rendelkezik
- a pályázathoz kitöltve benyújtja a jelentkezési és adatlapot
- magukra nézve a pályázat kiírási feltételeit elfogadja, melyet a jelentkezési lap tartalmaz
- pályázni lehet minden olyan alkotással, mely más személy szerzői és iparjogvédelmi jogot nem sért
- érvénytelen az a pályázat, mely a pályázati feltételeknek nem felel meg, vagy hiányos, vagy határidőn túl érkezik meg.

### ALUTA építészeti nívódíj
- Tervezői jogosultsággal, kamarai tagsággal rendelkező, minimálisan 3 éves szakmai gyakorlattal rendelkező építészmérnökök, építőművészek, építőmérnökök, vagy az általuk vezetett tervező szervezetek
- A benevezett, felhasználási rendeltetésétől független pályamű megvalósulásának helyszíne Magyarország
- Használatbavétele az adott év május 31-éig megtörtént illetőleg három évnél nem régebbi
- Az alumínium-üveg szerkezet alkalmazása a létesítmény kialakításában meghatározó jelentőséggel bír

### ALUTA építési nívódíj – „nagy projekt” kategória
- Azon bejegyzett alumíniumszerkezet-gyártók, építő cégek, melyek kivitelezésében elkészült létesítmények elhelyezkedése Magyarország
- A kivitelezett létesítmény használatbavételt az adott év május 31-éig megkapta, illetőleg három évnél nem régebbi
- A pályázó cégnek magyarországi bejegyzett, az alumínium gyártás, felhasználás területén minimum 3 éves, szakmai gyakorlattal/működéssel kell rendelkezni
- Az alumínium-üveg szerkezet alkalmazása a létesítmény kialakításában különleges jelentőséggel bír

### ALUTA építési nívódíj – „kis projekt” kategória
- A létesítmény bekerülési költsége nem haladja meg a nettó 50 millió Ft-ot
- A benevezett, felhasználási rendeltetésétől független pályamű megvalósulásának helyszíne Magyarország
- Használatbavétele május 31-éig megtörtént, illetőleg három évnél nem régebbi
- Az alumínium-üveg szerkezet alkalmazása a kialakításban meghatározó jelentőséggel bír

### ALUTA hallgatói nívódíj
- A tanulmányaikat befejező, végzős hallgatók diplomamunkája, melyben az alumínium-üveg szerkezet alkalmazása meghatározó jelentőséggel bír
- A pályázati munka az aktuális tanév II. félévének lezárásaként készült

A benevezett épületek, építmények építési technológiája, rendeltetése, funkcionális és szerkezeti kialakítása a pályázat tekintetében nem meghatározóak.

## Díjazás
A legszínvonalasabbnak ítélt terv, illetőleg pályamű elnyeri az ALUTA Nívódíját, amit a pályázónak átadott oklevél tanúsít. Emellett minden évben az adott pályázati kiírásnak megfelelő jutalomban is részesülnek.

## Külső hivatkozások
- Az ALUTA Egyesület honlapja
- ÉVOSZ